# Xã Caddo, Quận Clark, Arkansas
Xã Caddo (tiếng Anh: Caddo Township) là một xã thuộc quận Clark, tiểu bang Arkansas, Hoa Kỳ. Năm 2010, dân số của xã này là 22.995 người.